# Ludwig Mauthner

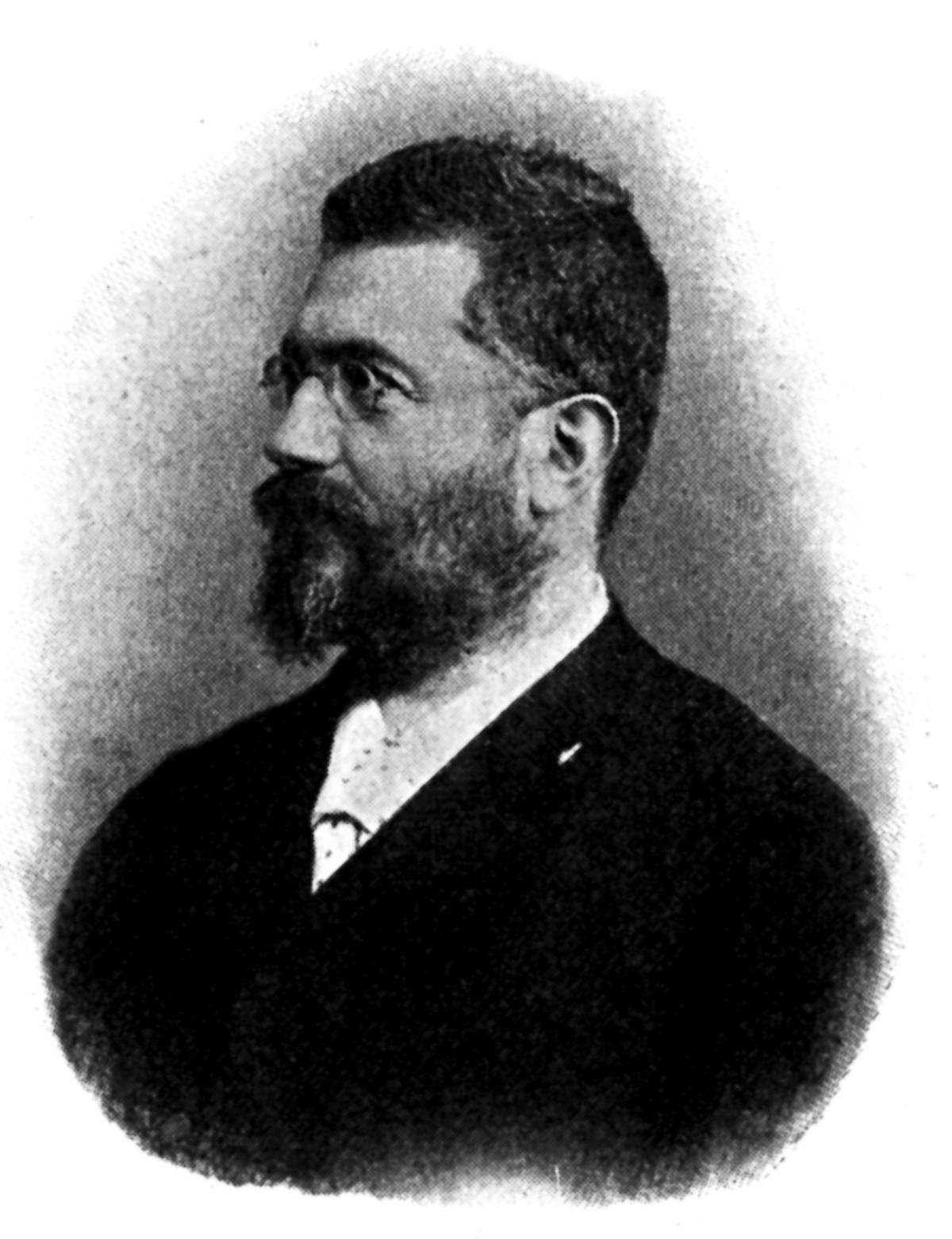
Ludwig Mauthner

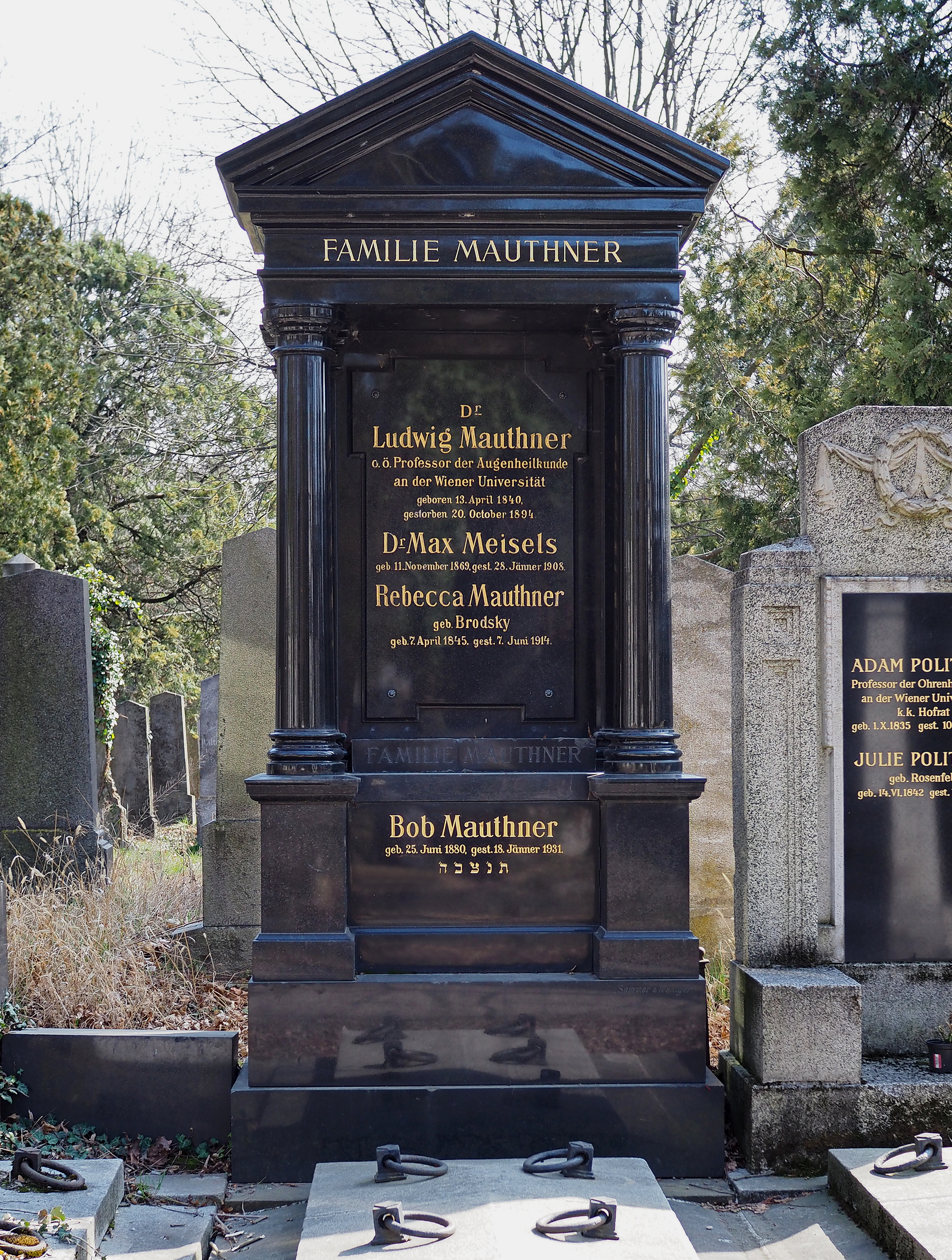
Grab von Ludwig Mauthner auf dem Wiener Zentralfriedhof

Ludwig Mauthner (* 13. April 1840 in Prag; † 20. Oktober 1894 in Wien) war ein österreichischer Augenarzt und Neuroanatom.

## Leben
Mauthner studierte Medizin an der Universität Wien und wurde dort 1861 promoviert. Danach unternahm er eine Studienreise unter anderem nach London, Utrecht (zu Franciscus Donders), Paris und Berlin (zu Alfred Graefe). Nach der Habilitation 1864 war er Privatdozent für Augenheilkunde an der Universität Wien und Assistent von Eduard Jäger von Jaxtthal. Jäger unterstützte ihn (er bezeichnete ihn als Genie) und ließ ihm bei seinen Forschungen freie Hand, so dass er sich viel mit Neuroanatomie befassen konnte. Sein Lehrbuch der Ophthalmoskopie wurde ein großer auch internationaler Erfolg. 1869 wurde er der erste ordentliche Professor für Augenheilkunde in Innsbruck, gab die Professur aber 1877 auf um nach Wien zurückzukehren. Er sah in Innsbruck zu geringe Wirkungsmöglichkeiten und stellte schon 1873/74 einen Antrag auf Enthebung aus seiner Professur, die er 1876 wiederholte, obwohl man ihn versuchte in Innsbruck zu halten (zusätzlicher Assistent, Dekanat 1875/76). Sein Nachfolger in Innsbruck wurde Isidor Schnabel. In Wien eröffnete er eine Praxis und schuf sich einen Ruf als Augenchirurg. Außerdem unterrichtete er als Privatdozent an der Universität (die Venia Legendi wurde ihm bald nach seiner Rückkehr wieder erteilt), wurde Leiter der Augenabteilung an der Allgemeinen Poliklinik in Wien und 1893 deren stellvertretender Direktor. 1894 wurde er ordentlicher Professor für Augenheilkunde (Ruf am 8. Oktober 1894, als Nachfolger von Carl Stellwag von Carion) und stand der ersten Augenklinik der Universität Wien vor. Er starb aber schon an einem Herzanfall in der Nacht vom 19. auf den 20. Oktober 1894, bevor er seinen Lehrstuhl übernehmen konnte. Seine letzte Ruhestätte fand Ludwig Mauthner im alten israelitischen Teil des Wiener Zentralfriedhofes.

## Familie
Mauthner war der Bruder des Lyrikers Josef Mauthner (1831–1890), des Fabrikanten und Politikers Max von Mauthner (1838–1904), Inhaber der Wienersdorfer Malzfabrik Mauthner, und des Rechtsanwalts Philipp von Mauthner (1835–1887). Der Vater war ein wohlhabender jüdischer Fabrikant in Prag. In erster Ehe war Mauthner mit Gabriele Jelinek (1835–1887) verheiratet, in zweiter Ehe mit Rebecca Brodskyj, verwitwete Meisels (1845–1914). Sie war die Schwester des ukrainischen Unternehmers Lasar Brodskyj (1848–1904) und war eine der reichsten Frauen des Russischen Kaiserreiches.

## Werk
Er galt als hervorragender Lehrer, dessen Kurse zum Beispiel über Anomalien bei Refraktion und Akkommodation und Störungen der Augenbeweglichkeit auch Ausländer anzogen, und von ihm stammen mehrere Monographien und Lehrbücher über Augenheilkunde, zum Beispiel Ophthalmoskopie, Refraktionslehre und Augenlähmungen. Gleich am Anfang seiner Karriere machte er sich einen Namen durch Untersuchungen des Augenhintergrundes mit einem Augenspiegel (Ophthalmoskopie) sowohl beim gesunden als auch beim kranken Auge (mit einem Lehrbuch, das zum Standardwerk wurde) und untersuchte Refraktionsanomalien. Er führte neue Methoden in der Augenchirurgie ein, zum Beispiel die Öffnung der Sclera (Sklerotomie) bei der Glaukom-Operation. Er veröffentlichte auch über Krankheiten, die Auge und Gehirn betrafen und befasste sich mit Sympathischen Augenkrankheiten.
Er machte sich auch einen Namen als Neuroanatom. 1859 entdeckte er zwei große Zellen („Mauthnerzellen“) im Nervensystem von Fischen (die auch bei Amphibien vorhanden sind), die mit jeweils großen Axonen entlang der Wirbelsäule (einer auf jeder Seite) verbunden sind und für den Schreckreflex verantwortlich sind. In seiner Abhandlung von 1863 über Neurohistologie unterschied er die Nervenzellen nach ihrer Morphologie, nachdem er sie mit Karmin färbte. Der Aufsatz hatte weitreichende Wirkung, die Hauptergebnisse stellten sich aber später als Artefakte heraus.
Er beschrieb als Erster die Choroideremia, eine Erbkrankheit, die bei Männern zu einer fortschreitenden Degeneration der Netzhaut (Retina) führt.
Nach ihm wurde ein früher verwendeter Test auf Farbenblindheit benannt und die Mauthnersche Scheide (das Axolemm).

## Ehrungen

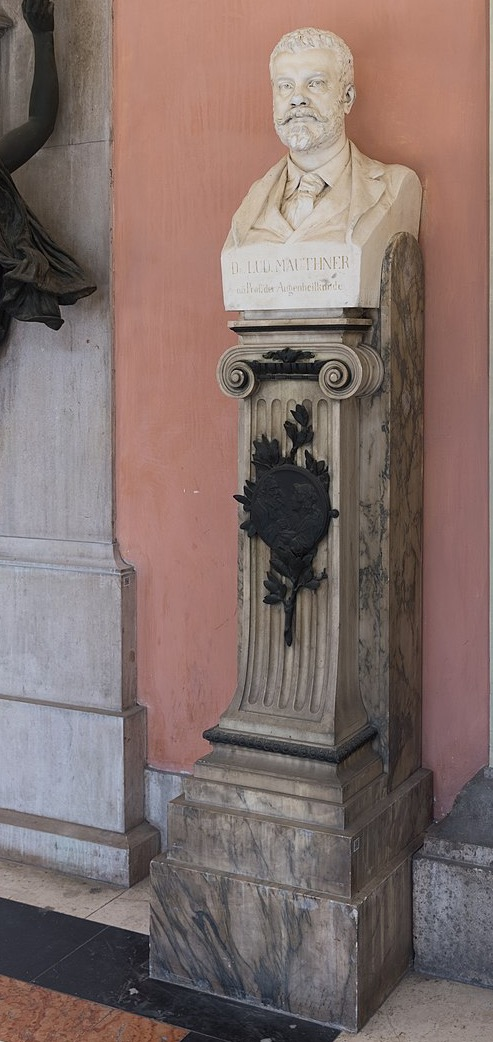
Büste von Ludwig Mauthner im Arkadenhof der Universität Wien

- Im Arkadenhof der Wiener Universität – der Ruhmeshalle der Universität – steht seit 1899 eine Büste Mauthners, geschaffen von Rudolf Weyr.[8] Isidor Schnabel hielt die Gedächtnisrede. Im Rahmen von „Säuberungen“ durch die Nationalsozialisten Anfang November 1938 wurden zehn Skulpturen jüdischer oder vermeintlich jüdischer Professoren im Arkadenhof im Zusammenhang der „Langemarck-Feier“ umgestürzt oder mit Farbe beschmiert. Bereits zu diesem Zeitpunkt hatte der kommissarische Rektor Fritz Knoll eine Überprüfung der Arkadenhof-Plastiken veranlasst; auf seine Weisung hin wurden fünfzehn Monumente entfernt und in ein Depot gelagert, darunter diejenige von Ludwig Mauthner.[9] Nach Kriegsende wurden im Jahr 1947 alle beschädigten und entfernten Denkmäler wieder im Arkadenhof aufgestellt.

## Schriften
- Lehrbuch der Ophthalmoscopie, Tendler, Wien 1868 (Archive).
- Recherches sur la Structure du Système Nerveux, Paris 1868.
- Die Sympathischen Augenleiden, J. F. Bergmann, Wiesbaden 1879 (Archive).
  - Englische Übersetzung: The sympathetic diseases of the eye, W. Wood, New York 1881 (Archive).
- Die Bestimmung der Refractionsanomalien mit Hilfe des Augenspiegels, Wien 1867.
- Vorlesungen über Ophthalmometrie, in: Wiener med. Presse, 1869.
- Vorlesungen über die optischen Fehler des Auges, Wien 1872 bis 1876.
- Die syphilitischen Erkrankungen des Auges, in: Hermann von Zeissl, Lehrbuch der Syphilis, Band 2, 2. Aufl. 1872.
- Vortraege aus dem Gesammtgebiet der Augenheilkunde, 2 Bände, Wiesbaden: J. F. Bergmann, Band 1: Die sympathischen Augenleiden, Die Functionsprüfung des Auges, Gehirn und Auge, 1881, Archive, Band 2: Die Lehre vom Glaukom, Die Lehre von den Augenmuskellähmungen, 1882, Archive, Separatdrucke daraus:
  - Gehirn und Auge, J. F. Bergmann, Wiesbaden 1881 (Archive).
  - Secundär-Glaucom und Glaucom-Theorien, J. F. Bergmann, 1882 (Archive).
  - Farbenlehre, Der Functionsprüfung erster Theil, J. F. Bergmann 2. Aufl. 1894 (Archive).
  - Die Lehre vom Glaucom, Wiesbaden: J. F. Bergmann, 1882 (Archive).
  - Die Nuclearlähmung der Augenmuskeln, J. F. Bergmann, 1885.
  - Die nicht Nuclearen Augenmuskellähmungen, J. F. Bergmann, 1886.
- Diagnostik und Therapie der Augenmuskellähmungen, J. F. Bergmann, Wiesbaden 1889, 2. Aufl. 1893.